# リビー・ホルマン
リビー・ホルマン（Libby Holman、1904年5月23日 - 1971年6月18日）は、アメリカ合衆国の歌手・女優。複雑かつ型破りな私生活により悪名を轟かせた。

## 生い立ち
エリザベス・ロイド・ホルツマンとして1904年5月23日、オハイオ州シンシナティに生まれる。父親は弁護士で株式仲買人のアルフレッド・ホルツマン（1867年8月20日 - 1947年6月14日）、母親はレイチェル・フローレンス・ワーカム・ホルツマン（1873年10月17日 - 1966年4月22日）。ユダヤ人の家庭であったが、彼女は信仰深くは育てられなかった。兄弟に姉のマリオン・H・ホルツマン（1901年1月25日 - 1963年12月13日）と弟アルフレッド・ポール・ホルツマン（1909年3月9日 - 1992年4月19日）がいた。
1904年、裕福であった家族は、叔父であるロス・ホルツマンが彼らの証券会社から100万ドル近くを横領したために困窮に陥った。アルフレッドは第一次世界大戦の折に反ドイツ感情のため、家族の名前をホルツマンからホルマンに改名した。1920年6月11日、16歳でヒューズ高校を卒業。1923年6月16日、シンシナティ大学を卒業、教養学士号を取得。

## 舞台
1924年の夏、ホルマンはニューヨークに発ち、初めてスタジオクラブに住んだ。ニューヨークでの最初の演劇の仕事は、ロードカンパニーの『ザ・フール』であった。ザ・フールの作者チャニング・ポロックは、ホルマンの才能を直ちに認め、演劇の道を追求するようアドバイスした。 彼女はポロックのアドバイスに従い、直ぐにスターとなった。長年に亘る親しい友人となった初期の同僚が、後の映画スター、その後ダンサーとなったクリフトン・ウェッブである。 彼はホルマンに「リビーの彫像」（The Statue of Libby）というニックネームを与えた。
ブロードウェイ初舞台は13回の公演の後に閉幕した、1925年セルウィン劇場の『The Sapphire Ring』である。彼女はエリザベス・ホルマンと表記された。クリフトン・ウェッブ、フレッド・アレンと共演した1929年のブロードウェイ・レビュー『リトル・ショー』が躍進のきっかけとなった。彼女が歌うラルフ・レインジャーのブルースナンバー「Moanin 'Low」は初日に何度もカーテンコールを受け、批評家からも絶賛され、彼女の代表曲となった。またショーでは、ケイ・スイフト作曲、ポール・ジェームズ作詞の「Can't We Be Friends?」を歌い、感傷的なラブソングの歌い手として知られるようになった。
翌年、ウェッブ、アレンも出演したショー『Three's a Crowd』でハワード・ディーツ作詞、アーサー・シュワルツ作曲のスタンダードナンバー「Something to Remember You By」を披露した。その他にもブロードウェイの舞台『The Garrick Gaieties 』（1925年）、『Merry-Go-Round』（1927年）、『Rainbow』（1928年）、『Ned Wayburn's Gambols』（1929年）、『Revenge with Music』（1934年）、『You Never Know』（1938年、コール・ポーターによる。公演の期間中、気性の激しいメキシコの女優ルーペ・ヴェレスとの強烈な確執があった。）、彼女自身がプロデュースした1人レビュー『Blues, Ballads and Sin-Songs』（1954年）、などに出演。
ホルマンの特徴的な外見の1つにストラップレスドレスがある。これは彼女が発明したか、少なくとも最も初期の著名な着用者の1人であるとされている。

## 私生活
ホルマンは3回結婚し、男性・女性の双方と様々な親密な関係を持った。彼女のレズビアンのパートナーには、デュポンの相続人ルイーザ・ダンデロット・カーペンター、女優のジャンヌ・イーグルス、著作家のジェイン・ボウルズがいた。カーペンターはホルマンの生涯を通じて重要なパートナーであった。彼女たちは子供を育て、一緒に暮らし、演劇仲間たちに公然と受け入れられていた。またアメリカの俳優モンゴメリー・クリフトのような遥かに若い男性を籠絡して付き合い、スキャンダルとなった。
ホルマンはR.J.レイノルズ・タバコ・カンパニー創業者R・J・レイノルズの息子でファンの1人であるザッカリー・スミス・レイノルズに関心を持った。1930年4月、2人は彼が『リトル・ショー』を観劇した後、メリーランド州ボルチモアで会った。彼はショーのプロデューサーである友人のドワイト・ディア・ワイマンに彼女を紹介するように頼み、自家用機で世界中を股にかけて彼女を追った。
かつての恋人、ルイーザ・ダンデロット・カーペンターの説得もあり、1931年11月29日、ホルマンとレイノルズ（ミドルネームのスミスが通り名として知られる）はミシガン州モンローで結婚した。レイノルズはホルマンに女優業から引退することを望んだ。彼女は1年間の休暇を取った。しかし、彼の家族はホルマンと彼女の招待でしばしばノースカロライナ州ウィンストン・セーラムにある一族の邸宅レイノルダを訪れた演劇仲間たちに耐えることができなかった。口論は日常茶飯事であった。

### ザッカリー・スミス・レイノルズの死去
1932年、レイノルダで行われたパーティーで、ホルマンは夫に妊娠している事を告げた。パーティーはレイノルズの友人であり、彼の最初の妻アン・ラドロー・キャノン・レイノルズのいとこであるチャールズ・ギデオン・ヒル・ジュニアのためのものであった。張り詰めた言い争いが始まった。夕方遅くに銃声が響いた。友人たちが頭に銃創を負って出血し、意識を失っているレイノルズを発見した。当局は自殺と断定したが、検死官の調査では殺人の線が濃厚であった。ホルマンとレイノルズの友人でホルマンの恋人と言われていたアルベール・ベイリー・"AB"・ウォーカーは殺人罪で起訴された。多くの目撃者が酔っていたので、事件に関する証言は矛盾し混乱していた。ホルマンは夜の事も翌日の事も殆ど覚えていないと語った。
死亡のニュースは新聞の一面を飾り、地元の保安官が詳細をマスコミに漏らし、更に多くの推測を掻き立てた。カーペンターは、ノースカロライナ州ウェントワースのロッキンガム郡庁舎でホルマンのために25,000ドルの保釈金を支払った。ホルマンは重々しいベールと黒っぽいドレスを着ており、見物人と記者たちは彼女が黒人か混血だと思った。彼女の肌のオリーブの色調のためによくある誤解であった。ホルマンは弁護士だった父親に助けを求めるためシンシナティに向かった。さらに
、スミスの伯父で育ての親のウィリアム・ニール・レイノルズは、スキャンダルを恐れて地方検事に連絡を取り、起訴を取り下げさせた。1933年1月10日、ホルマンはクリストファー・スミス・"トッパー"・レイノルズを出産。
ジャーナリストのミルト・マクリンはレイノルズの死を調査し、自殺であったと主張した。彼の説によれば、ホルマンは地方当局の反ユダヤ主義の犠牲者であった。事件に関与した地方検事は後にマクリンに彼女は無実であり、事件が裁判にかけられればレオ・フランク事件と同様の歪曲があったかも知れないと思っていた、と伝えた。
1933年の映画「Sing Sinner Sing」は、レイノルズの死をめぐる諸説に緩やかに基づいている。『無軌道行進曲』（1935年）、『風と共に散る』（1956年）も同様である。

## 後半生
1939年3月、映画・舞台俳優のレイフ（Ralphをレイフと発音）・ホームズと結婚。彼の兄のフィリップス・ホームズとも交際していた。1940年、半分カナダ人であった兄弟たちは、2人揃ってカナダ空軍に入隊した。1942年8月12日、フィリップス・ホームズは2機の軍用機の衝突により死亡。1945年8月にレイフ・ホームズは帰国したが、夫婦関係は険悪となり別居した。1945年11月15日、29歳のレイフ・ホームズはマンハッタンの自宅アパートで、バルビツール酸系薬物の過剰摂取により死亡しているのが発見された。
第二次世界大戦中、友人のジョシュ・ホワイトと軍人向けのショーを企画しようとしたが、「我々は異人種混成の一座とは契約しない」という理由で拒絶された。
リビーとジョシュは勇敢という範疇を超えていたが、おそらく彼女は1940年代のアメリカで自分が何をしているのか全く理解していなかった。彼らがニューヨークのクラブでの最初のショーのリハーサルを開始した時、彼女は正面玄関に到着し歓迎され、（アフリカ系アメリカ人の）ジョシュは後方のスタッフ用入り口に案内された。リビーはオーナーが宣伝に多額の費用を費やした後、公演初日まで待ち、人種差別的な入口の方針を変えない限りクラブでは歌わないと告げた。彼女が勝利を収めた。フィラデルフィアでは、ジョシュは自分たちがバーで毎晩歌っていたホテルの部屋への宿泊を拒否された。リビーは彼らを怒鳴りつけた「表のアメリカの国旗を降ろして、クソったれな鉤十字を掲げなさい、何故そうしないの!」当局から米軍は（異人種）混成一座を容認しないと言われた時、リビーは「混成？あなたは男女混成の事を言っているの?」と答えた。—サム・ボードマン、Jewish Quarterly 2006/2007冬号
ホルマンはティミー（1945年10月18日誕生）とトニー（1947年5月19日誕生）と言う2人の息子を養子に迎えた。彼女の実子クリストファー（トッパー）は登山中に転落した後、1950年8月7日に亡くなった。彼女はクリストファーに友人とカリフォルニアの最高峰ホイットニー山に登山する許可を与えたが、少年たちの危険に対する備えが充分に出来ていないことを知らなかった。2人とも亡くなった。ホルマンに近しい人々は、彼女が自身を許すことは決してなかったと主張した。
息子クリストファーの死後、レイノルズとの婚姻により多額の遺産を相続していたホルマンは、平等、国際軍縮、環境問題の解決を支援するクリストファー・レイノルズ財団を設立した。時間の経過とともに財団は活動範囲をキューバと米国の関係など、より具体的な問題へと狭めていった。彼女は反戦デモに参加したとして逮捕された、小児科医で作家のベンジャミン・スポックの弁護に貢献した。
1950年代、ホルマンは伴奏者のジェラルド・クックと協力し、彼らがアースミュージックと呼んでいるものを研究し、再編した。それは主にアフリカ系アメリカ人のコミュニティーに繋がるブルースと霊歌であった。彼女は公民権運動に打ち込み、マーティン・ルーサー・キング・ジュニアの親友・仲間となった。彼の妻のコレッタ・スコット・キングと共に（「非暴力主義の社会変革という私たちの方法論の先駆的指導者」とキングが言及した、）マハトマ・ガンディーの信奉者に会うための、キングのインド旅行に自身の財団を通じて資金を提供した。
1960年12月27日、彫刻家ルイス・シャンカーと結婚、女優とレコーディングは続けた。

## 死去と遺産

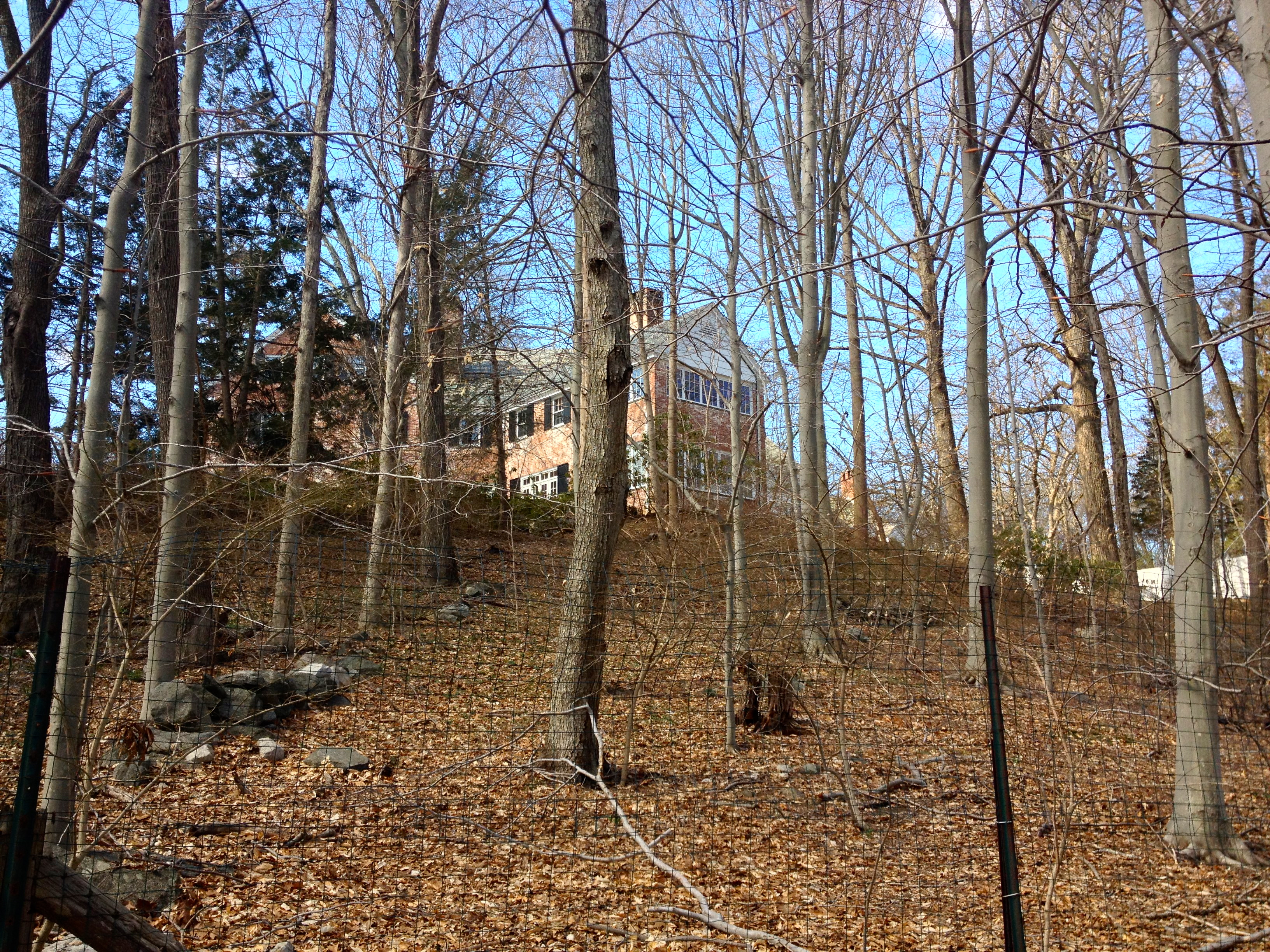
ツリートップス州立公園から見たツリートップス・マンション

ホルマンはジョン・F・ケネディとマーティン・ルーサー・キング・ジュニアの死、ユージーン・マッカーシーの大統領選敗北、ベトナム戦争による若者の死、息子の死、友人のジェイン・ボウルズの病気、などの要因でうつ病に苦しんだとされている。友人たちは、1966年にモンゴメリー・クリフトが亡くなってから活力を失ったと語った。複数の近しい人々の死は、同性愛の友人の訪問を禁じたシャンカーとの不幸な結婚と相まって、彼女の精神的健康に打撃を与えた。
1971年6月18日、ホルマンは愛車ロールス・ロイスの前部座席で瀕死の状態で発見され、病院に搬送されたが数時間後に亡くなった。彼女の死は一酸化炭素中毒による自殺と裁定された。彼女のうつ病の発作や過去の自殺未遂報道から、友人や親戚たちは彼女の死に驚かなかった。彼女は荼毘に付され、遺灰はツリートップスに撒かれた。
2001年、住民たちは彼女のコネチカット州の所有不動産であったツリートップスを開発から救済する事に成功した。スタンフォードとグリニッジの境界に跨る、その土地は自然のまま保護される結果となった。ツリートップスはコネチカット州エネルギー環境保護局により管理されている、ミアナス・リバー州立公園の一部である。ツリートップスはミアナス・リバー公園の南に位置する。邸宅は個人所有である。2006年、敷地を見下ろす丘の上にあるルイス・シャンカーのアートスタジオは、ツリートップス室内楽協会の本拠地となった。

## フィルモグラフィー
- Dreams That Money Can Buy（1947年）

## ミュージカルの舞台
- The Sapphire Ring - Selwyn Theatre（1925年）
- The Garrick Gaieties - Garrick Theatre（1925年）
- Greenwich Village Follies - Shubert Theatre（1926年）
- Merry-Go-Round - Klaw Theatre（1927年）
- Rainbow - Gallo Theatre（1928年）
- Ned Wayburn's Gambols - Knickerbocker Theatre（1929年）
- The Little Show - Music Box Theatre（1929年）
- Three's a Crowd - Selwyn Theatre (1930年）
- Revenge with Music- New Amsterdam Theatre（1934年）
- You Never Know - Winter Garden Theatre（1938年）
- Blues, Ballads, and Sin Songs（1954年）

## ヒット曲
| 年   | シングル                          | 邦題                   | 全米 チャート |
| ---- | --------------------------------- | ---------------------- | ------------- |
| 1929 | "Am I Blue?"                      |                        | 4             |
| 1929 | "Moanin' Low"                     |                        | 5             |
| 1929 | "Find Me a Primitive Man"         |                        | 19            |
| 1930 | "Why Was I Born?"                 | なぜ生まれてきたの     | 19            |
| 1930 | "Body and Soul"                   | ボディ・アンド・ソウル | 3             |
| 1930 | "Something to Remember You By"    |                        | 6             |
| 1931 | "Love for Sale"                   | ラブ・フォー・セール   | 5             |
| 1931 | "I'm One of God's Children"       |                        | 14            |
| 1935 | "You and the Night and the Music" | あなたと夜と音楽と     | 11            |